# Мохамед Еннасер
Мохамед Еннасер (араб. محمد الناصر; нар. 21 березня 1934, Ель-Джем) — туніський політик. З 2014 року президент Асамблеї представників народу та лідер правлячої партії Нідаа Тунес. Раніше він обіймав посаду міністра соціальних справ у 1970-х та 1980-х роках при президенті Хабібі Бургубі, а потім у 2011 році у перехідних урядах Ґаннуші та Ес-Себсі.
Еннасер був засновником Туніської асоціації соціального права.
4 грудня 2014 року обраний президентом Асамблеї представників народу, набравши 176 голосів від 214 присутніх депутатів. Після смерті президента Беджі Каїд Ес-Себсі виконував обов'язки президента і глави держави Тунісу, відповідно до конституційного положення про президентське правонаступництво.